# Serrat Gros (Llavorsí)
El Serrat Gros és una serra situada entre els municipis de Llavorsí i de Soriguera a la comarca del Pallars Sobirà, amb una elevació màxima de 2.275 metres.